# كأس ديفيز 1949
كأس ديفيز 1949 هو الموسم 38 من  كأس ديفيز. ولقد فاز بهذه النسخة منتخب الولايات المتحدة لكأس ديفيز.